# Edvard Lembcke
Christian Ludvig Edvard Lembcke (født 15. juni 1815 i København, død 20. marts 1897 sammesteds) var en dansk forfatter. Han var far til officeren Immanuel Lembcke.
I 1833 blev Lembcke student, 1838 cand. theol., hvorefter han blev adjunkt ved Vordingborg Latinskole. Da skolen blev nedlagt, flyttede han til København, studerede sprog og tog 1849 filologisk embedseksamen, hvorpå han 1850 udnævntes til konrektor ved Haderslev lærde skole. Her blev han til 1864 og flyttede da til København, hvor han til 1888 var knyttet til Haderslev Læreres Skole. 
Allerede som student skrev han de første af de i hans digtsamling offentliggjorte Ungdomsdigte, og 1843 oversatte og udgav han Byrons Manfred. Under opholdet i Sønderjylland virkede han ivrig for danskhedens sag ved en mængde artikler og skrev mange sange, deriblandt Vort Modersmaal er dejligt og Du skønne Land med Dal og Bakker fagre. 
Lembckes navn er knyttet til oversættelsen af alle Shakespeares dramatiske værker, som han udgav 1861—73, en oversættelse, der lige meget vidner om hans digteriske evner og om hans store kyndighed og kærlighed til opgaven. I 1879 kreerede universitetet ham ved jubelfesten til æresdoktor i filosofi.